# Durlach
Durlach är den största stadsdelen i den tyska staden Karlsruhe i förbundslandet Baden-Württemberg. Den dåvarande självständiga staden Durlach inkorporerades i Karlsruhe stad 1938.

## Historia

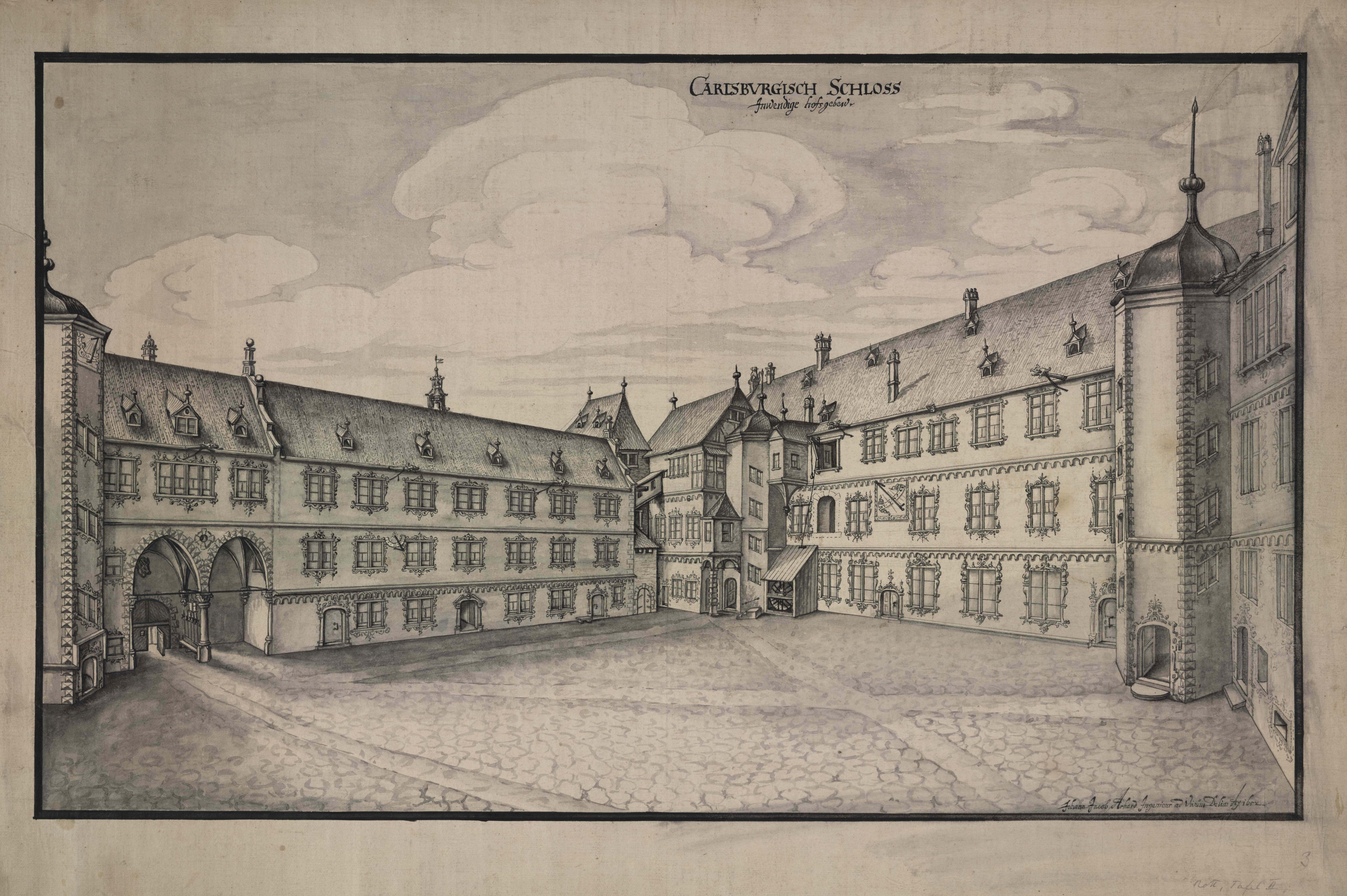
Karlsborgen år 1652

Staden Durlach omnämns första gången i skrift 1196. 1219 kom staden till markgrevskapet Baden och 1535 till markgrevskapet Baden-Durlach. 1565 flyttades residenset av markgrevskapet från Pforzheim till Durlach och staden blev residensstad. Under denna tid uppfördes en ny slottsbyggnad som kallades för Karlsburg (svenska: Karlsborg).
På initiativ av Karl III Wilhelm av Baden-Durlach anlades ett nytt residens sex kilometer väster om Durlach 1715 som fick namnet Karlsruhe. 1718 flyttades residenset officiellt till den nya staden.